# Roberto Farnesi
Roberto Farnesi (Pisa, 19 luglio 1969) è un attore italiano.

## Biografia
Da Pisa sua città natale si trasferisce a Firenze dove è allievo della Scuola di Cinema Immagina.
Il suo esordio avviene nel 1994 come attore di fotoromanzi (per le riviste Lancio e Grand Hotel); divide la sua attività professionale tra cinema, televisione e pubblicità (spot e videoclips).

### Cinema
Nel 1998 interpreta il suo primo ruolo importante in Femmina, per la regia di Giuseppe Ferlito e con protagonista Monica Guerritore, film nel quale è doppiato da Massimiliano Manfredi.
Poi partecipa ai film Paparazzi (1998), regia di Neri Parenti, Un tè con Mussolini (1999), regia di Franco Zeffirelli, in cui ha il ruolo di "Maurizio", ed è il protagonista di Italian gigolò, diretto da Ninì Grassia. Chiude questo primo periodo con Le sciamane (2000), diretto da Anne Riitta Ciccone, dove interpreta il ruolo di "Eugenio".
Nel 2008 ritorna sul grande schermo con il film di Carlo Verdone, dal titolo Grande, grosso e... Verdone. Nello stesso anno, insieme agli attori della Scuola di Cinema Immagina di Firenze, di cui è un ex allievo, gira il mediometraggio La verità negli occhi, diretto da Giuseppe Ferlito che l'aveva già diretto agli inizi della sua carriera.
Nel 2009 è protagonista del film L'ultima estate, regia di Eleonora Giorgi. Partecipa poi al film Oggetti smarriti, per la regia di Giorgio Molteni nel 2011.

### Televisione
Nel 1996 fece la sua prima apparizione televisiva nella miniserie Una donna in fuga diretto da Roberto Rocco con Gina Lollobrigida e Daniel McVicar.
Tra il 1999 e il 2001 Roberto Farnesi è protagonista, nel ruolo del commissario Sepe, della miniserie tv Turbo, regia di Antonio Bonifacio, in onda in prima serata su Rai 2. Nel 2001 entra nel cast della soap opera CentoVetrine, in cui interpreta il ruolo di Giuliano Corsini. Lasciata la soap, dal 2003 al 2005 interpreta il ruolo del brigadiere Luigi Testa nella serie televisiva Carabinieri, in onda su Canale 5.
Nel 2006 è protagonista, insieme a Kasia Smutniak, della miniserie tv in otto puntate, Questa è la mia terra, diretta da Raffaele Mertes e trasmessa da Canale 5. Nel marzo del 2007 ritorna su Canale 5 come protagonista della miniserie tv in due puntate, Donne sbagliate, regia di Monica Vullo.
Nel 2008 appare su Canale 5 con la miniserie Questa è la mia terra - Vent'anni dopo e su Rai 1 con la miniserie Per una notte d'amore, regia di Vittorio Sindoni.
Nel 2009 partecipa al film tv Al di là del lago, regia di Stefano Reali. poi è protagonista della serie di Rai Uno, Butta la luna 2,  regia di Vittorio Sindoni, e di un altro film tv intitolato Non smettere di sognare, regia di Roberto Burchielli, entrambi in onda su Canale 5.
Nell'aprile 2010 ritorna da protagonista insieme a Lola Ponce nel film-tv di Canale 5 Colpo di fulmine scritto e diretto da Roberto Malenotti.
Nel 2011 partecipa al seguito del film tv Non smettere di sognare, questa volta sotto forma di serie tv, accanto a Katy Saunders.
Dal 2012 è uno dei protagonisti della fiction di Canale 5 Le tre rose di Eva, interpretando Alessandro Monforte.
Il 29 dicembre 2012 e il 5 gennaio 2013 è stato ospite del programma di Rai 1 Superbrain - Le supermenti, condotto da Paola Perego.
A settembre torna su Canale 5 con Le tre rose di Eva 2, contemporaneamente partecipa come concorrente alla nona edizione di Ballando con le stelle su Rai 1 con la ballerina Samanta Togni.
Nel 2017 è nel cast di Solo per amore - destini incrociati, interpretando il ruolo del medico Andrea Fiore.
Successivamente, dall'autunno 2018, interpreta il personaggio di Umberto Guarnieri, imprenditore senza scrupoli nella Milano a cavallo tra gli anni cinquanta e sessanta, nella soap opera Il paradiso delle signore, trasmessa da Rai 1 nella fascia pomeridiana.
Nel 2022 partecipa al programma di Alessandro Borghese - Celebrity Chef in onda suTV8 come concorrente.

### Pubblicità e videoclip
Nel 2007 Roberto Farnesi viene scelto dalla Barilla come protagonista di uno spot pubblicitario in lingua inglese per i tortelloni, dedicato al mercato degli Stati Uniti d'America (con lo slogan "The choice of Italy").
Viene scelto, nel 2008, per il videoclip del singolo Guardarti dentro della cantautrice italiana Alexia.

## Vita privata
Nel 2021, a 52 anni, è diventato padre di una bambina.

## Filmografia

### Cinema
- Femmina, regia di Giuseppe Ferlito (1998)
- Paparazzi, regia di Neri Parenti (1998)
- Italian gigolò, regia di Ninì Grassia (1999)
- Un tè con Mussolini, regia di Franco Zeffirelli (1999)
- Le sciamane, regia di Anne Riitta Ciccone (2000)
- Grande, grosso e... Verdone regia di Carlo Verdone (2008)
- L'ultima estate regia di Eleonora Giorgi (2009)
- Oggetti smarriti, regia di Giorgio Molteni (2011)
- La scuola più bella del mondo, regia di Luca Miniero (2014)
- Infernet, regia di Giuseppe Ferlito (2016)

### Televisione
- Una donna in fuga, regia di Roberto Rocco - miniserie TV - Canale 5 (1996)
- Turbo, regia di Antonio Bonifacio - Miniserie TV - Rai 2 (1999-2001)
- La stanza della fotografia, regia di Antonio Bonifacio - Film TV - Rai 2 (2000)
- CentoVetrine, registi vari - Soap opera - Canale 5 (2001-2003)
- Carabinieri, regia di Raffaele Mertes - Serie TV - Canale 5 - (2003, 2005)
- Questa è la mia terra, regia di Raffaele Mertes - Miniserie TV - Canale 5 (2006-2007)
- Donne sbagliate, regia di Monica Vullo - Miniserie TV - Canale 5 (2007)
- Caterina e le sue figlie 2, regia di Vincenzo Teracciano e Luigi Parisi - Miniserie TV - Canale 5 (2007)
- Per una notte d'amore, regia di Vittorio Sindoni - Miniserie TV - Rai 1 (2008)
- Butta la luna 2, regia di Vittorio Sindoni - Serie TV - Rai 1 (2009)
- Al di là del lago, regia di Stefano Reali - Film TV - Canale 5 (2009)
- Non smettere di sognare, regia di Roberto Burchielli - Film TV - Canale 5 (2009)
- Colpo di fulmine, regia di Roberto Malenotti - Film TV (2010) Canale 5
- Al di là del lago, regia di Raffaele Mertes - Serie TV - Canale 5 (2010/2011)
- Non smettere di sognare, regia di Roberto Burchielli - Serie TV - Canale 5 (2011)
- Le tre rose di Eva - Serie TV - Canale 5 (2012-2018)
- Un angelo all'inferno - Film TV (2012)
- Ballando con le stelle 9 - talent show (2013) - Ruolo: Concorrente
- Solo per amore - Destini incrociati, regia di Raffaele Mertes e Daniele Falleri - Serie TV - Canale 5 (2017)
- Meraviglie - La penisola dei tesori [3] (2018)
- Il paradiso delle signore - soap opera - Rai 1 (2018 - in corso)

### Mediometraggi
- La verità negli occhi, regia di Giuseppe Ferlito (2008)

### Cortometraggi
- Gunes, regia di Salvatore Allocca (2010)
- Vecchio mondo, regia di Giuseppe Ferlito (2021)